# 全国地方公共団体コード
全国地方公共団体コード（ぜんこくちほうこうきょうだんたいコード）は、日本の地方公共団体につけられた、数字3桁または5桁または6桁の符号（コード）である。都道府県・市町村・特別区（東京都区部）、一部事務組合・広域連合のほか、地方公共団体ではないが行政区に割り当てられる。かつては地方開発事業団にも割り当てられていた。
1968年（昭和43年）、自治省（現：総務省）が事務処理の簡素化のために導入した。1970年（昭和45年）4月1日に行政管理庁（後の総務庁を経て現在の総務省）が統計処理用のコードとしてこのコードを採用し、以降国勢調査などの各種統計に利用している。また、同日づけでJIS規格にも指定された。JISとしての規格番号は当初は「JIS C 6261」であったが、1987年に「部門X: 情報処理」が新設されたことに伴い「JIS X 0402」となった。
コードは3桁の数字、または、JIS X 0401（旧 JIS C 6260）に定められた都道府県コードを先行させた5桁である。

## 都道府県コード
JIS X 0401 により、各都道府県に概ね北東から南西へ、01から47までの符号が割り振られている。このコードは、ISOの地域コード ISO 3166-2:JP にもそのまま使われている。
なお、都道府県コード自体は「全国地方公共団体コード」ではない。都道府県コードに3桁コード000を続けた5桁コードが「都道府県に与えられた全国地方公共団体コード」である。ただしこの5桁コードを都道府県コードと呼ぶこともある。 
| 01：北海道                                                                                         |
| 02：青森県 03：岩手県 04：宮城県 05：秋田県 06：山形県 07：福島県                                  |
| 08：茨城県 09：栃木県 10：群馬県 11：埼玉県 12：千葉県 13：東京都 14：神奈川県                     |
| 15：新潟県 16：富山県 17：石川県 18：福井県 19：山梨県 20：長野県 21：岐阜県 22：静岡県 23：愛知県 |
| 24：三重県 25：滋賀県 26：京都府 27：大阪府 28：兵庫県 29：奈良県 30：和歌山県                     |
| 31：鳥取県 32：島根県 33：岡山県 34：広島県 35：山口県                                             |
| 36：徳島県 37：香川県 38：愛媛県 39：高知県                                                        |
| 40：福岡県 41：佐賀県 42：長崎県 43：熊本県 44：大分県 45：宮崎県 46：鹿児島県 47：沖縄県          |

## 付番規則

### 基点
1968年（昭和43年）12月1日時点で存在した各地方公共団体に割り振られた。ただし、翌1969年（昭和44年）1月1日に静岡市への編入合併を控えていた静岡県安倍郡井川村・梅ヶ島村・大川村・大河内村・清沢村・玉川村の6村は、例外としてコードは割り振られなかった。

### 都道府県
都道府県コードに 000 を続ける。たとえば北海道 (01) なら 01000。

### 市区町村
100番台から700番台が市区町村に割り当てられている。

#### 特別区の区域および政令指定都市
- 特別区の区域[注釈 3]および政令指定都市には 100 が、区には 101 からの連番が与えられる。特別区の区域と指定都市、特別区と行政区に扱いの差はない。行政区は地方公共団体ではないが、特に問題としない。
  - 例1：東京都特別区の区域 13100、千代田区 13101、中央区 13102、……
  - 例2：神奈川県横浜市 14100、鶴見区 14101、神奈川区 14102、……
- 都道府県に指定都市が複数ある場合は、100～199 から定めるとしか決まっていないが、2市目までは、堺市の例外を除き 100 と 130 が与えられている。
  - 例：神奈川県川崎市 14130、川崎区 14131、幸区 14132、……
- 堺市の場合、先に政令指定都市に移行していた大阪市が 128 まで使用しており（区数24+欠番数4）、今後の分区や合区による数の増加を考慮して例外として 140 が割り振られた。
  - 例：大阪府堺市 27140、堺区 27141、中区 27142、……
- 都道府県内第3の指定都市として現在唯一である相模原市には、（160 ではなく）150 が与えられた。
  - 例：神奈川県相模原市 14150、緑区 14151、中央区 14152、……

#### 政令指定都市以外の市
- 201 から連番で各市に番号が割り振られる。1968年（昭和43年）時点の政令指定都市の分は欠番とならずに詰められる。現在では官報告示順に割り振られるため、市制施行の順とは異なる例も少なくない。
  - 例1：佐賀県佐賀市 41201、唐津市 41202、鳥栖市 41203、……
  - 例2：大阪府岸和田市 27202、豊中市 27203、…… （堺市の27201が欠番になっているが、大阪市の欠番はない）

#### 町村
- 301 以降の数字が割り振られる。町村は郡ごとにグループ化され、301、321、341 ……と20毎の数字から順に番号が付く。なお、特別区の区域の扱いと異なり 300 等が郡に割り当てられることはない。
  - 例1：岩手県岩手郡雫石町 03301、葛巻町 03302、岩手町 03303
  - 例2：岩手県紫波郡紫波町 03321、矢巾町 03322
- 沖縄県島尻郡は 341 からなので本来なら 341～359 が割り当てだが、町村数が多く 362 まで使用しており、341～369 が割り当てられている。次の宮古郡の割り当てはその分減らされ 371～379 である。
- 北海道の町村は、郡を無視して、支庁（現在は、振興局）ごとにグループ化され、301、331、361……と30毎の数字から順に番号がつく。
  - 例：北海道渡島総合振興局松前郡松前町 01331、福島町 01332、上磯郡知内町 01333、……
- 東京都の離島は、郡はないが、4つの支庁をそれぞれ郡とみなし、本土で最後になる北多摩郡（1970年〈昭和45年〉消滅）の 341 の次からの 361、381、401、421 から順に番号がつく。
  - 例：東京都大島支庁大島町 13361、利島村 13362、……、三宅支庁三宅村 13381、……、小笠原支庁小笠原村 13421
- 長崎県の対馬支庁（現 ：対馬振興局）は、郡を無視して、支庁全体を1郡とみなし、壱岐郡（2004年〈平成16年〉消滅）の 421 の次の 441 からの番号が割り当てられていた。しかし2004年（平成16年）3月1日に支庁管内全域が対馬市となり、管内に町村はなくなった。
- 北方領土にある5郡6村にも、根室振興局の町村としてコードが割り振られている。なお、これらの町村は国後島・択捉島・色丹島に所在し、歯舞諸島は全域が根室市なので独自のコードはない。
  - 例：北海道根室振興局目梨郡羅臼町 01694、色丹郡色丹村 01695、国後郡泊村 01696、……、蘂取郡蘂取村 01700

#### 改廃
町村が市制施行、通常の市が政令指定都市に移行
新しい指定都市・市・町村の区分に応じた新しいコードが割り振られる。
村が町制施行
コード変更なし。
名称変更
コード変更なし。
市町村の廃置分合
編入合併か新設合併かで扱いの違いはない。
合併により名称が変わる場合は全ての旧市町村のコードを廃し、新たなコードを交付される。
合併後の市町村の名称が旧市町村のいずれかと同じ名称の場合は、同じ名称の旧市町村のコードを引き続き使用する。
政令指定都市での分区・合区
分区：分区された新しい名称の区は新しいコードが交付され、分区されても区の名称が変わらない区のコードは引き続き使用する。元の区と同じ名前の区がなく全ての区が新名称の場合、元の区のコードは欠番となる。
合区：合区された区は新しいコードが交付され、合区前のかつての区のコードは廃される。
ただし、2024年1月1日から浜松市の行政区が再編されたが、区域・名称ともに変更のない天竜区についても従前のコードが廃され新しいコードが与えられた。
郡の変更（郡の新設・郡の境界変更）
所属する郡が変更になった町村に対し、新しい郡に応じて新たな町村コードが割り当てられる。
いずれの場合も、廃されたコードは欠番とされ、新たなコードとして別の自治体に交付しないことが原則となっている。

### 一部事務組合、広域連合
一部事務組合、広域連合には 801 からの連番が与えられる。かつての地方開発事業団も同様であった。
一部事務組合が普通会計に属する事務および事業会計に属する事務のいずれをも処理する場合には、それぞれを別個の2つの一部事務組合とみなし、別個に付番する。
999 まで使い切った場合には、市区町村とは違い解散により生じた欠番を、欠番となった年月日が古い順に再利用する。

## チェックディジット
コードの末尾にはチェックディジット（検査数字）が付加されている。検査数字が計算通りであるかを確認することにより、コードの書き間違いや入力ミスを発見することができる。
計算手順は、上5桁を「abcde」としたとき、まずa×6+b×5+c×4+d×3+e×2を計算する。この値を11で割った余りを求め、11から引く。答えの下一桁がチェックディジットとなる。つまり、チェックディジットは、次の計算式で求められる。{\displaystyle (11-((6a+5b+4c+3d+2e)\mod 11))\mod 10}以下に、東京都千代田区のコード「13101」を例とした計算手順を示す。
| 1 | 1 × 6 + 3 × 5 + 1 × 4 + 0 × 3 + 1 × 2 = 6 + 15 + 4 + 0 + 2 = 27 |
| 2 | 27 ≡ 5 (mod 11) ∵ 27 = 11 × 2 + 5                               |
| 3 | 11 - 5 = 6 この6が検査数字となる                                |

したがって、東京都千代田区の全国地方公共団体コードは、131016となる。

## 特筆すべき例

### 都道府県庁所在地が最初の市区町村でない
- 山口県の県庁所在地である山口市は下関市、宇部市に次いで3番目である。
- 福岡県の県庁所在地である福岡市は導入当時の1968年（昭和43年）12月1日時点では政令指定都市ではなかったため、北九州市に次いで2番目である。
- 東京都の現在の都庁所在地である新宿区は千代田区（かつての都庁所在地）、中央区、港区に次いで4番目である。ただし、コード体系上は「特別区の区域」が政令指定都市と同等なので、最初となる[注釈 6]。
- 埼玉県の県庁所在地であった浦和市は、川越市、熊谷市、川口市に次いで4番目であった。浦和市、大宮市、与野市が合併して発足したさいたま市は、発足当初は政令指定都市ではなく、新設市として最後の番号が割り振られていた[注釈 7]。政令指定都市への移行により最初になった。

## 類似コード

### 政府機関コードと政府統計コード
国勢調査などの政府統計を利用する政府機関には「政府機関コード（利用機関コード）」が導入されている。都道府県や市区町村については「全国地方公共団体コード（5桁）」と共通になっているが、都道府県コードにあたる最初の2桁に「00、50～80」が追加され、国の府省庁や関係機関に割り当てられている。

#### 政府機関コードで追加されているコード
| 00000：内閣官房 00010：内閣法制局 00020：人事院 |
| 00100：内閣府 00110：宮内庁 00120：公正取引委員会 00130：国家公安委員会・警察庁 00150：金融庁 00160：消費者庁 00170：こども家庭庁 00180：デジタル庁 |
| 00200：総務省 00201：公害等調整委員会 00202：消防庁                                                                                                 |
| 00250：法務省 00251：公安調査庁 |
| 00300：外務省 |
| 00350：財務省 00351：国税庁 |
| 00400：文部科学省 00401：文化庁 00402：スポーツ庁                                                                                                   |
| 00450：厚生労働省 00452：中央労働委員会 |
| 00500：農林水産省 00501：林野庁 00502：水産庁 |
| 00550：経済産業省 00551：資源エネルギー庁 00552：特許庁 00553：中小企業庁                                                                           |
| 00600：国土交通省 00601：観光庁 00602：気象庁 00603：運輸安全委員会 00604：海上保安庁                                                               |
| 00650：環境省 |
| 00700：防衛省 |
| 50100：会計検査院 |
| 50200：衆議院 |
| 50300：参議院 |
| 50400：国立国会図書館 |
| 50500：最高裁判所 |
| 50600：日本銀行 |
| 60***：独立行政法人 |
| 70***：国立大学法人 |
| 80***：特殊法人等 |

「政府統計コード」は8桁の数字を使用するが、最初の5桁は「政府機関コード」を使用する。また、オンライン調査などでは「簡略コード」と呼ばれる36進数（数字「0～9」とアルファベット「A～Z」）に変換した4桁のコードも用いられる（例：国勢調査→00200521：4AQ1）。ただし、「02」以降はそのまま簡略コードに変換するとオーバーフローしてしまうため、別のコードを使用することがある（例：全国企業短期経済観測調査→00800000：H5A8）。政府統計コードは、各府省等が作成する政府統計を識別するコードであるため、作成がされない府省はコードを持たない（例：同じ法務省の外局でも公安調査庁はコードを有するが、出入国在留管理庁はコードを有しない）。

### その他の都道府県コード
自動車検査証の新規登録等に使う住所コードは、都道府県コードこそJISのものだが、市町村名・区・字名は独自コード体系を採っており、市町村コードとは互換性がない。